# 金田村 (宮城県)
金田村（かねだむら）は、昭和30年（1955年）まで宮城県栗原郡中部にあった村。現在の栗原市一迫のうち川口・嶋躰・清水目を冠する各字にあたる。

## 沿革
- 明治8年（1875年）10月17日 - 水沢県による村落統合にともない、川口村・嶋躰村・清水目村が合併して金田村が成立。
- 明治22年（1889年）4月1日 - 町村制施行にともない、金田村単独で村制施行。
- 昭和30年（1955年）4月1日 - 一迫町・長崎村およびと姫松村の一部（王沢）と合併し、新制の一迫町となる。

## 行政
- 歴代村長

| 代 | 氏名       | 就任                       | 退任                       | 備考 |
| -- | ---------- | -------------------------- | -------------------------- | ---- |
| 1  | 遠藤建雄   | 明治26年（1893年）5月16日  | 明治27年（1894年）12月8日  |      |
| 2  | 秀城順治   | 明治28年（1895年）1月29日  | 明治32年（1899年）1月28日  |      |
| 3  | 高橋権作   | 明治32年（1899年）3月6日   | 明治34年（1901年）3月11日  |      |
| 4  | 高橋信策   | 明治34年（1901年）3月23日  | 明治38年（1905年）4月8日   |      |
| 5  | 三浦喜三郎 | 明治38年（1905年）4月19日  | 明治41年（1908年）5月16日  |      |
| 6  | 三浦順吉   | 明治41年（1908年）8月26日  | 明治44年（1911年）9月8日   |      |
| 7  | 佐藤金三郎 | 明治44年（1911年）11月15日 | 大正4年（1915年）6月1日    |      |
| 8  | 安倍義隆   | 大正4年（1915年）6月1日    | 大正6年（1917年）5月1日    |      |
| 9  | 三浦順吉   | 大正6年（1917年）6月25日   | 大正8年（1919年）11月22日  | 再任 |
| 10 | 高橋勝五郎 | 大正9年（1920年）7月22日   | 大正13年（1924年）7月21日  |      |
| 11 | 斎藤忠三郎 | 大正14年（1925年）9月19日  | 昭和2年（1927年）11月19日  |      |
| 12 | 門伝長助   | 昭和3年（1928年）2月11日   | 昭和6年（1931年）11月14日  |      |
| 13 | 三浦鉄     | 昭和6年（1931年）11月29日  | 昭和16年（1941年）2月15日  |      |
| 14 | 三浦勝平   | 昭和16年（1941年）3月5日   | 昭和21年（1946年）11月23日 |      |
| 15 | 佐藤佐一   | 昭和22年（1947年）4月11日  | 昭和22年（1947年）10月18日 |      |
| 16 | 鈴木準一   | 昭和23年（1948年）2月16日  | 昭和27年（1952年）2月13日  |      |
| 17 | 三浦勝平   | 昭和27年（1952年）2月14日  | 昭和30年（1955年）3月31日  | 再任 |